# Kaiserchronik

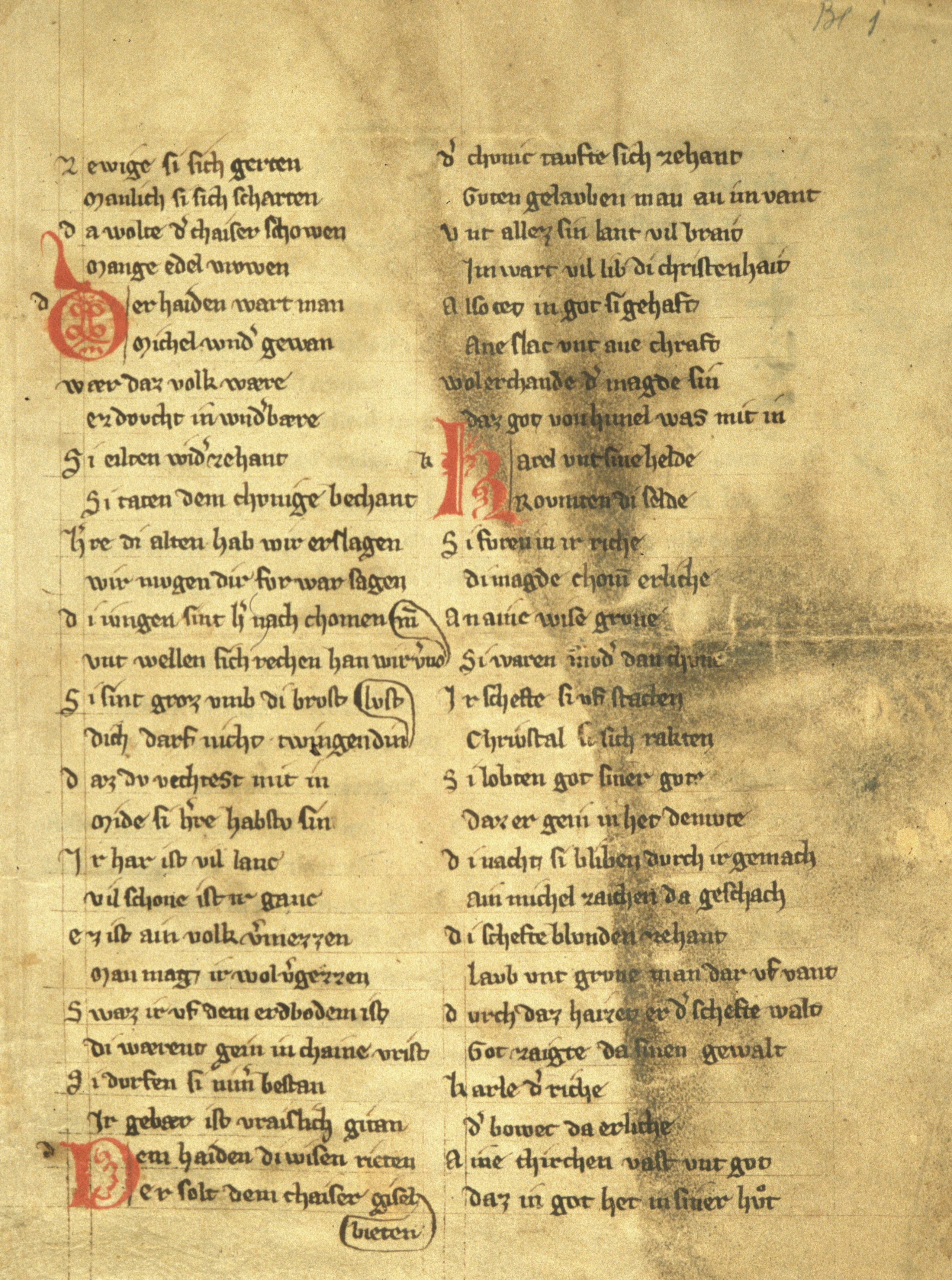
Kaiserchronik, Marburger Fragment

Die Kaiserchronik ist eine um Mitte des 12. Jahrhunderts entstandene, erste großangelegte, in deutschen Reimen verfasste Chronik. Sie stellt das umfangreichste und am dichtesten überlieferte Werk der frühmittelhochdeutschen Literatur dar, das die Geschichte von Caesar bis zum römisch-deutschen König Konrad III. erzählt. „Kaiserchronik“ ist nicht der Originaltitel, der Verfasser nannte das Werk ursprünglich crônicâ (gehaizzen ist iz crônicâ, V. 17). Der heutige Titel stammt von dem Germanisten Bernhard Joseph Docen (1782–1828).

## Entstehungsgeschichte
Die wohl zwischen 1140 und 1150 von einem oder mehreren an einem Regensburger Hof tätigen Geistlichen verfasste Reimchronik erzählt in 17283 gereimten Versen episodenhaft von 36 römischen und 19 deutschen Kaisern. Somit entsteht eine Weltchronik von der Gründung Roms (Schwerpunkt Caesar) bis zur Vorbereitung des zweiten Kreuzzuges 1147.
Es ist (u. a. wegen Unterschieden in der Erzähltechnik) anzunehmen, dass mehrere Verfasser an der Chronik mitgewirkt haben. Der Pfaffe Konrad, Verfasser des ebenfalls in Regensburg entstandenen „Rolandsliedes“ wird seit 1924 (vgl. Carl Wesle) als Autor der Kaiserchronik nicht mehr erwogen.
Ein Auftraggeber ist wegen des abrupten Endes der Kaiserchronik (ein Epilog fehlt) schwer zu bestimmen. Als wahrscheinlich gilt eine Abfassung an einem Regensburger Herzogs- oder Bischofshof.

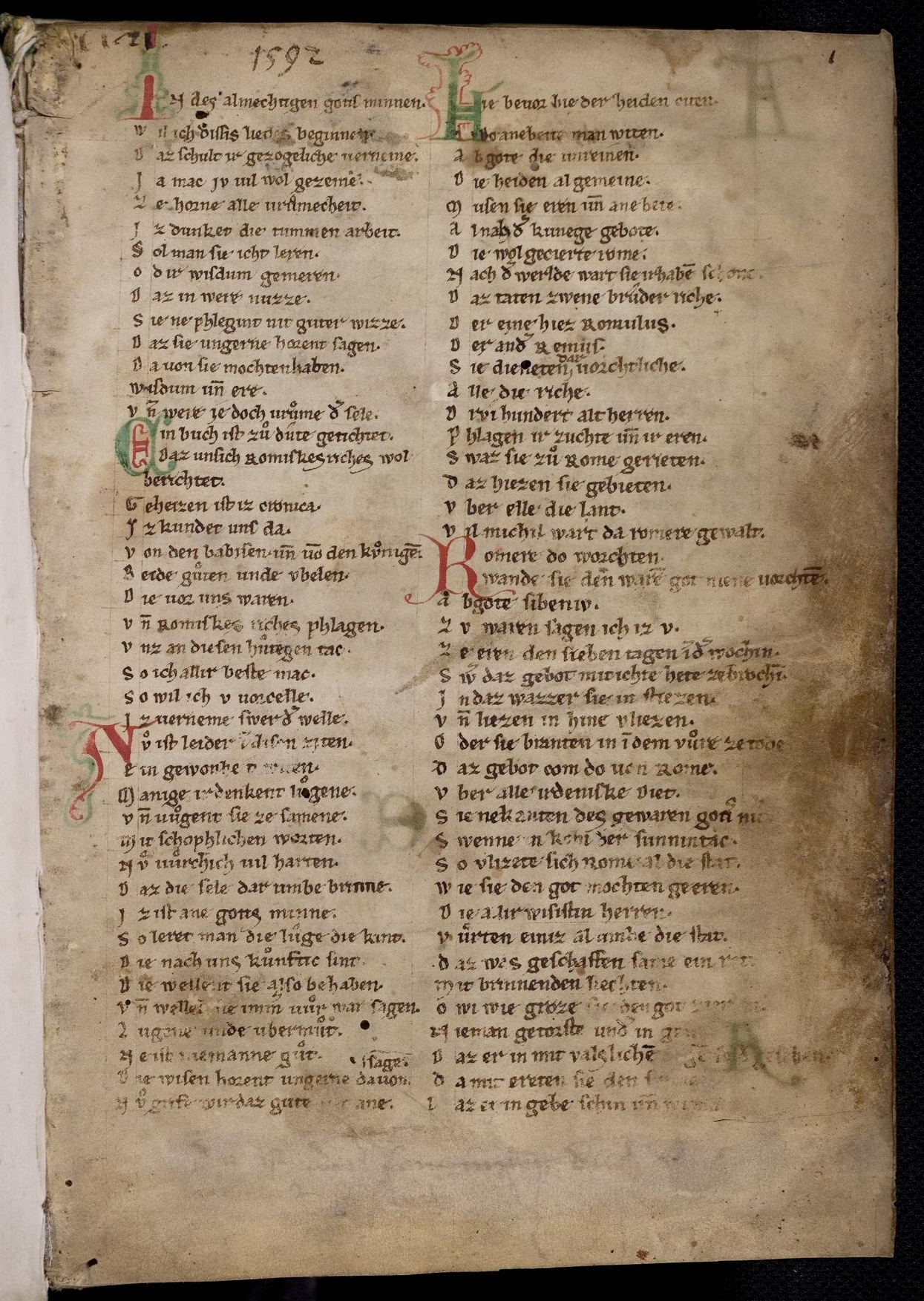
Incipit der Kaiserchronik, Fassung A (Universitätsbibliothek Heidelberg, Cod. Pal. germ. 361, Fol. 1^{r}).

Mit 50 bislang bekannten Textzeugen zeichnet sich die Kaiserchronik durch eine besonders dichte Überlieferung aus. Der Text ist in unterschiedlichen Fassungen überliefert, die jeweils verschiedenen Überlieferungsgruppen zugeordnet werden (Gruppe A bis C: Reimform; Gruppe D: Prosafassung; Gruppe D: separate Überlieferung einzelner Episoden). Zwei Handschriften der Überlieferungsgruppe A (Cod. Pal. germ. 154;) sind Bestandteil der ehemaligen Bibliotheca Palatina und werden in der Universitätsbibliothek Heidelberg aufbewahrt.

## Inhalt
Die Kaiserchronik ist die erste bedeutende großflächige deutschsprachige Geschichtsquelle. Bei der Darstellung der römischen Kaiser liegt der Schwerpunkt oft auf den mit ihnen verbundenen Heiligenlegenden. Vor allem die römischen Kaiser bieten dem Autor Gelegenheit, novellenartige Einzelepisoden (z. B. Faustinian und Silvester, je ca. 2800 Verse (~ 16 % des Gesamtumfangs); Crescentia, 1500 Verse (~ fast 9 % des Gesamtumfangs der Chronik)) einzuschalten, die sich weitgehend verselbständigen. Dem chronikalischen Impetus versucht der Autor durch scheinbar präzise Angaben über Regierungszeit der einzelnen Herrscher gerecht zu werden, tatsächlich ändert er die Abfolge der Kaiser gravierend.

## Konzeption
Ein wichtiges Anliegen der Kaiserchronik ist die Verlängerung des Römischen Reichs in die Herrschaft der deutschen Kaiser gemäß der im Mittelalter weit verbreiteten Vier-Weltreich-Lehre. Die Absicht, lehrhaft zu erzählen, überwiegt bei weitem das Anliegen, einen historisch präzisen Bericht zu erstatten. Die Darstellung hat nicht in erster Linie der historischen Wahrheit, sondern vielmehr der gotes minne (= „Gottes Heilsplan“, V. 34) zu entsprechen. Der im Prolog gefasste Vorsatz, von guoten unt ubelen Herrschern zu erzählen, wird größtenteils konsequent verfolgt und besitzt Fürstenspiegelcharakter. Nach Friedrich Ohly sollen die einzelnen Episoden nicht nur der Unterhaltung dienen, sondern besitzen vor allem eine religiöse und ethisch-exemplarische Bedeutsamkeit. Der Autor möchte dadurch sein Werk von den lugen einer rein weltlichen Dichtung abgrenzen.

## Überlieferung
Die Kaiserchronik ist in drei verschiedenen Redaktionen überliefert und stellt mit ihren rund 40 Überlieferungsträgern das am breitesten überlieferte und damit erfolgreichste volkssprachliche Werk des 12. Jahrhunderts (Kartschoke) dar. Die Kaiserchronik ist unter anderem auch Teil der Vorauer Handschrift, einer mittelalterlichen Sammelhandschrift, die bis heute im Augustiner-Chorherrenstift Vorau in der Steiermark aufbewahrt wird.

## Nachwirkung
Die Kaiserchronik wirkt nachweislich auf das „Rolandslied“, den „Trierer Silvester“, wahrscheinlich auch auf Wolframs Willehalm, Ottes Eraclius, Frauenlob und Heinrich den Teichner. Außerdem stellt sie eine wichtige Quelle für spätere Geschichtswerke wie die „Sächsische Weltchronik“ und die mehr als 150 Jahre danach entstandene „Weltchronik“ des Jans Enikel sowie Heinrichs von München und Jakob Twingers von Königshofen dar.